# Alex Rădulescu
Alex Rădulescu (ur. 7 grudnia 1974 w Bukareszcie) – niemiecki tenisista pochodzenia rumuńskiego.

## Kariera tenisowa
Karierę tenisową Rădulescu rozpoczął w 1992 roku.
W grze pojedynczej jego najlepszym wynikiem był finał zawodów rangi ATP World Tour w Ćennaju podczas edycji z 1997 roku. W turniejach wielkoszlemowych najdalej doszedł do ćwierćfinału Wimbledonu z 1996 roku, kiedy to przegrał pojedynek o półfinał z MaliVaim Washingtonem.
W rankingu singlowym Rădulescu najwyżej był na 51. miejscu (10 marca 1997), a w klasyfikacji deblowej na 184. pozycji (2 lutego 1998).

### Finały w turniejach ATP World Tour
| Nazwa                              |
| ---------------------------------- |
| Wielki Szlem                       |
| Igrzyska olimpijskie               |
| ATP World Tour World Championships |
| ATP Masters Series                 |
| ATP Championship Series            |
| ATP World Series                   |

#### Gra pojedyncza (0–1)
| Końcowy wynik | Nr | Data             | Turniej | Nawierzchnia | Przeciwnik       | Wynik finału  |
| ------------- | -- | ---------------- | ------- | ------------ | ---------------- | ------------- |
| Finalista     | 1. | 13 kwietnia 1997 | Ćennaj  | Twarda       | Mikael Tillström | 4:6, 6:4, 5:7 |